# Барановка (Ульяновская область)
Барановка — село в Николаевском районе Ульяновской области Российской Федерации. Административный центр Барановского сельского поселения. Стоит на реке Кумалке.

## География
Барановка расположена к югу от районного центра — пгт Николаевка. Через село проходят важные автомобильные и железнодорожные магистрали.

## Название
Название села — фамильное. Сохранилось предание, согласно которому поселенцы пришли сюда из Финляндии. Первым облюбовал эти места крестьянин по имени Алеша, который устроил жилище для своей семьи.

## История

### Предыстория
27 июня 1691 года подьячий Скугаревский отказал Ивану Тренину из деревни Малой Маресевой Арзамасского уезда и Любиму Богданову из деревни Полтасевой Алатырского уезда, земли их предков, на которых впоследствии возникнет село Барановка и прочие населённые пункты Барановской волости, Хвалынского уезда, Саратовской губернии: бортной ухожай и дикое поле ковыля в урочищах от Канадейских вершин вниз по левой стороне до речки Ордовати до устья и Ордоватью вверх до Большого озера до Орляшнины вершины, отсюда — до Канадейской вершины. В том же году, на эти земли выселились крестьяне из 24 дворов деревни Полтасевой Алатырского уезда и основали деревню Кадарейку-Полдасеву на Кадарейских вершинах, в пределах которой находилось будущее местоположение Барановки.
В 1709 году, на момент подворной переписи, в Полдасевой на речке Ешалке жило 396 человек ясачной мордвы в 107 дворах.
В 1717 году, на момент ландратской переписи, в Болдасьевой на речке Ешалке жил 521 человек мордвы в 108 дворах.

### Русское царство
В 1719 году, на момент 1-й подушной переписи, упоминается как деревня Кечушева, Узинского стана, Пензенского уезда, Пензенской провинции. Крестьяне деревни Кечушевой происходят из деревень Барановки, Славкиной, Полдасевой и Телятниковой, Пензенского уезда, из деревни Лобаскиной, Починковской волости, а также из деревни Живайкиной, Симбирского уезда. Мужское население — 99 человек новокрещенов из мордвы в 36 дворах. По соседству упоминается деревня Новая Кечушева, образовавшаяся между 1717 и 1719 годами путём выделения части дворов деревни Полдасевой в отдельный населённый пункт. Мужское население — 111 человек мордвы в 49 дворах.

### Российская империя
В 1723 году, на момент дополнения 1-й подушной переписи, упоминается как деревня Кечушева. Мужское население — 110 человек в 36 дворах. По соседству упоминается деревня Новая Кечушева. Мужское население — 133 человека мордвы в 49 дворах.

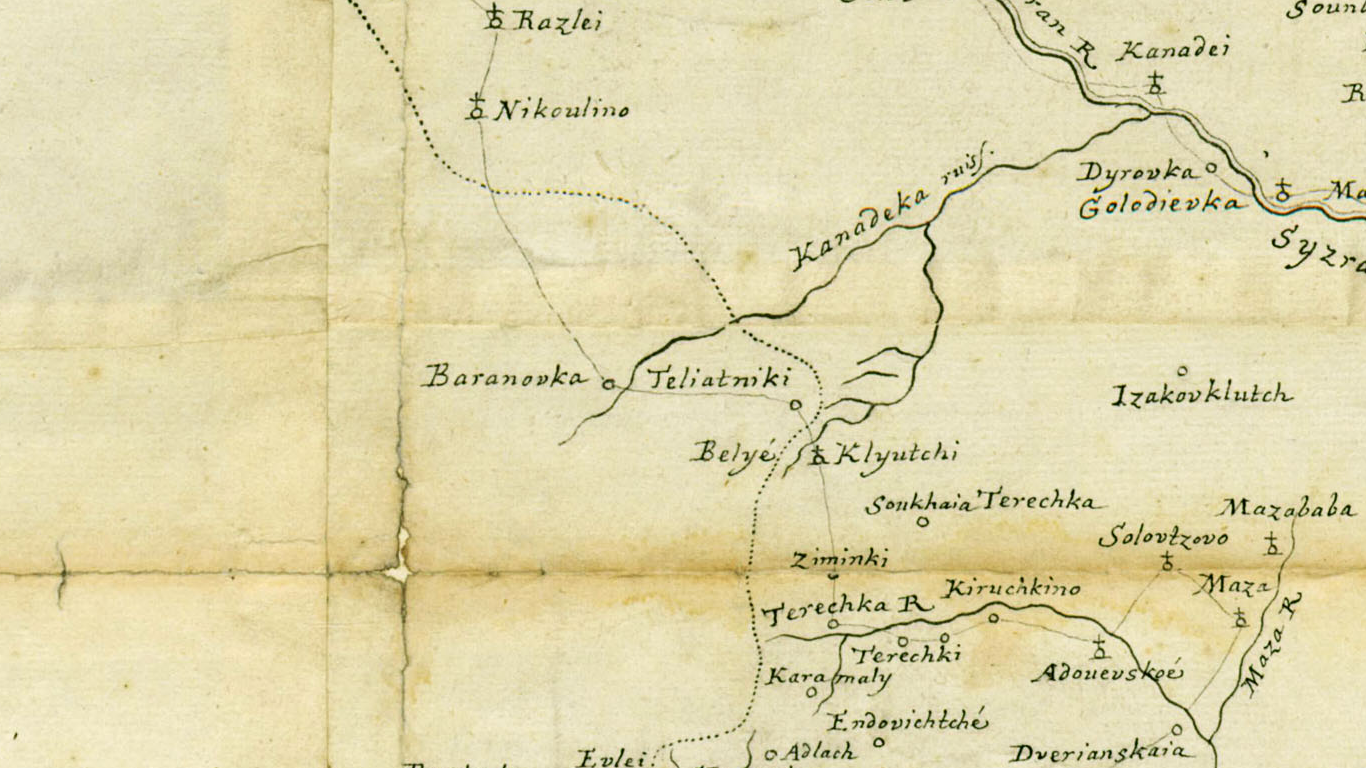
Барановка на 40-вёрстной карте «Симбирск, Самара и Петровск» 1729 г.

В 1745 году, на момент 2-й подушной переписи, упоминается как деревня Кечушева Барановка тож. Мужское население — 47 человек. По соседству упоминается деревня Новая Кечушева Барановка тож. Мужское население — 150 человек.
В 1746 году в Барановке построена церковь в честь Казанской иконы Божией матери. По другим данным, в 1754 году в Барановке была построена деревянная Богородская церковь. По третьим данным, церковь в Барановке была построена в 1750-х годах.
В 1762 году, на момент 3-й подушной переписи, Кечушева упоминается как село Богородское Барановка тож, а Новая Кечушева не упоминается вовсе — это вызвано тем, что к этому моменту деревня Кечушева поглотила деревню Новую Кечушеву. Население — 434 человека: 249 мужчин и 185 женщин.
В 1769 году сгорела церковь села Барановки.
В 1780 году было создано Саратовское наместничество, и село Барановка перешло из Пензенского уезда в Хвалынский уезд.
В 1782 году, на момент 4-й подушной переписи, упоминается как село Богородское Барановка тож, Хвалынской округи, Саратовского наместничества. Население — 480 человек: 246 мужчин и 234 женщины.
В 1795 году, на момент 5-й подушной переписи, упоминается как село Богородское Барановка тож, Хвалынской округи, Саратовского наместничества. Население — 509 человек: 238 мужчин и 271 женщина.

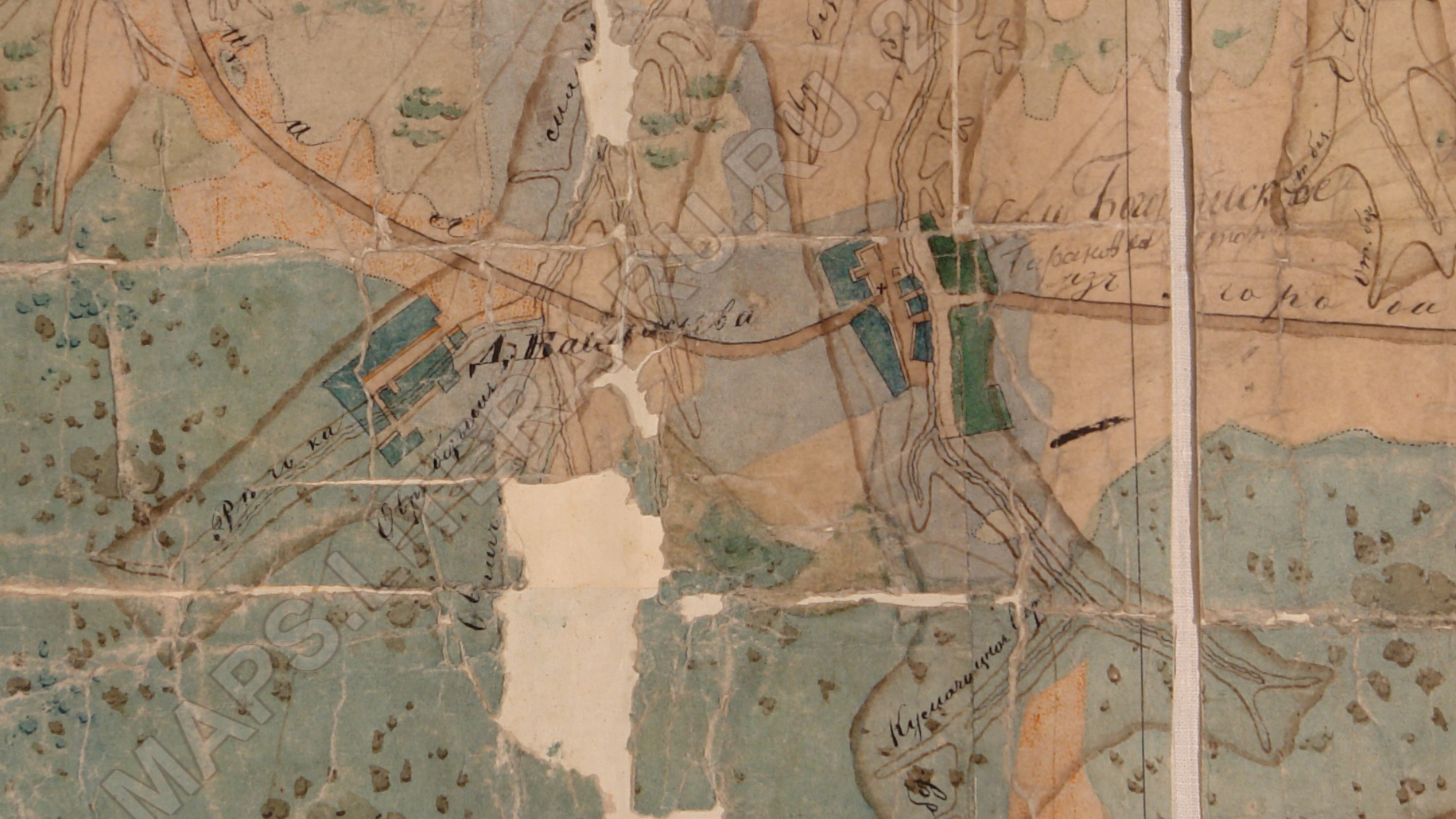
Деревня Балдасьева и село Богородское-Барановка на 2-вёрстной карте Хвалынского уезда Саратовской губернии 1805 г.

В 1811 году, на момент 6-й подушной переписи, упоминается как село Барановка, Барановской волости, Хвалынской округи, Саратовской губернии. Мужское население — 371 человек.
В 1816 году, на момент 7-й подушной переписи, упоминается как село Барановка, Хвалынского уезда, Саратовской губернии. Население — 721 человек: 385 мужчин и 336 женщин.
В 1824 году Воиновым было проведено генеральное межевание земель Барановки, экономические примечания которого говорят о том, что согласно 7-й подушной переписи, в 1816 году в селе Богородском Барановке тож с деревнями проживало 2775 человек мужского пола.
В 1835 году, на момент 8-й подушной переписи, упоминается как село Богородское Барановка тож. Население — 912 человек: 466 мужчин и 446 женщин.
В 1850 году, на момент 9-й подушной переписи, упоминается как село Барановка. Население — 940 человек: 483 мужчины и 457 женщин.
В 1858 году, по данным Кеппена, в Барановке было 813 жителей.
В 1858 году, на момент 10-й подушной переписи, в Барановке было 848 жителей в 94 дворах: 409 мужчин и 439 женщин.
В 1859 году в казённом селе Барановке (Богородское, Балтасено), расположенном при речке Кумалке и по просёлочному тракту из г. Хвалынска в г. Кузнецк, проживало 423 мужчины и 448 женщин в 124 дворах, имелась 1 православная церковь, училище, базар..
В 1883 году в Барановке при речке Кумалке было 1063 жителя в 153 дворах, церковно-приходская школа, водяная мельница.
В 1885 году, по данным переписи, в Барановке было 1124 жителя в 165 дворах: 547 мужчин и 574 женщины.
В 1896 году, в «Сведениях о населённых мест за 1896 год», сказано: «В поселении 226 занятых постройками дворовых мест, в них проживающих — 1453 ч. обоего пола. Одноклассное церковно-приходское училище для обоих полов, основанное в 1861 году. На январь 1895 года числилось 80 учащихся. В 1902 году открыта одноклассная церковно-приходская школа, в реестре которой числилось 110 учеников: русских — 18, мордвы — 92».
В 1897 году, по данным переписи, в Барановке было 1316 жителей: 616 мужчин и 700 женщин.
В 1899 году в Барановке была построена деревянная Казанская церковь на каменном фундаменте.
В 1911 году, по данным переписи, в Барановке было 1720 жителей в 293 дворах: 864 мужчины и 856 женщин.
В 1912 году в селе было 293 двора, 1722 жителя, церковь, церковно-приходская школа, больница, еженедельный базар по воскресеньям.

### Советский Союз
Постановлением ВЦИК от 16 июля 1928 года «О составе округов, районов и их центрах Средне-Волжской области» был образован Барановский район с центром в селе Барановка.
В 1928 году на территории села организованы ТОЗы, которые в 1929 году были объединены в сельскохозяйственную артель «Новая жизнь». В 1935 году колхоз «Новая жизнь» получил первую автомашину.
В 1946—1947 гг в Барановке была построена пекарня, в которой работал и колбасный цех.
В 1968 году состоялось открытие нового здания хлебозавода, оснащённого по последнему слову техники. В сутки получали 6-6,5 тонн хлеба. На хлебозаводе работал колбасный, кондитерский, винный цеха. (Закрыли хлебозавод в 2000 г.)
В 1950 годы в селе работал маслозавод, изготавливали сливочное масло, творог, сметану, сливки.
7 июля 1953 года были объединены сельсоветы:
- Голодяевский, Мордово-Канадейский и Никитинский — в один Голодяевский сельский Совет с центром с. Голодяевка.
- Барановский, Губашевский, Давыдовский и Болдасьевский — в один Барановский сельский Совет с центром с. Барановка.
- Сухо-Терешанский, Русско-Зимницкий и Бело-Ключевский — в один Сухо-Терешанский сельский Совет с центром с. Сухая Терешка.
- Старопичеурский, Старочирковский, Лапаевский и Новоалексеевский — в один Старопичеурский сельский Совет с центром с. Старый Пичеур.

16 октября 1956 года решением Ульяновского облисполкома Совета депутатов трудящихся Барановский район был объединён с Николаевским в один с центром в с. Николаевка.
В 1980 годы село Барановка была центром коллективного сельскохозяйственного предприятия «Новая жизнь». 12.02.1992 г колхоз «Новая жизнь» реорганизован в коллективное предприятие «Новая жизнь».

## Население
В 1996 году в селе проживало 1255 человек.
| 2010 |
| ---- |
| 963  |

Половой состав
| Численность мужского населения по годам |
|                                         |

## Хозяйство
Основные сельскохозяйственные предприятия: ООО КФХ «Стимул». ОАО «СПК Барановский» (специализация — растениеводство, животноводство).
Основные промышленные предприятия: ООО «Ульяновск нефтегаз».

## Сфера образования и культуры
- Барановская СОШ (открыта в 1953 году)[29].
- Барановская школа-интернат[28].
- Барановский центральный дом культуры[28].
- Детский сад[28].
- Сельская библиотека[28].

## Сфера здравоохранения
- Барановская участковая больница[28].

## Достопримечательности
- В верховьях речки Кумалы находится урочище «Пичи-коп» (сосновый лоб), где ещё в конце XIX века были видны следы какого-то существовавшего здесь ранее поселения[13].
- В селе есть святой источник с чистейшей водой, который носит название «Попов родник» («Попоув лисьма»), святой источник Казанской иконы Божией Матери[30]. Название родника и его расположение уходит корнями в историю[31]. С 1998 года это памятник природы[30].
- В центре села установлен памятник 165 погибшим землякам в годы ВОВ.

## Известные уроженцы
- Горелов, Александр Петрович (1923—1953) — майор Рабоче-крестьянской Красной Армии, командир стрелкового батальона 120-го гвардейского стрелкового полка 39-й гвардейской стрелковой дивизии, участник Великой Отечественной войны, Герой Советского Союза[32].
- Колганов, Вадим Владимирович (род. 17 января 1971) — российский актёр театра и кино, заслуженный артист Российской Федерации[33].